# دوره (تاش‌اوا)
دوره (به لاتین: Devre) یک منطقهٔ مسکونی در ترکیه است که در تاشوا واقع شده‌است.